# Lula (1946–2022)
Lula, właśc. Luís Ribeiro Pinto Neto (ur. 16 listopada 1946 w Arco Verde, zm. 11 lutego 2022) – brazylijski piłkarz, występował na pozycji napastnika.

## Kariera klubowa
Karierę piłkarską rozpoczynał w klubie ABC Natal w 1964. W latach 1965–1967 i 1967–1974 był zawodnikiem Fluminense FC. We Fluminense 8 sierpnia 1971 w zremisowanym 0-0 wyjazdowym meczu z SC Internacional Flecha zadebiutował w lidze brazylijskiej. Z Fluminense trzykrotnie zdobył mistrzostwo stanu Rio de Janeiro – Campeonato Carioca w 1969, 1971, 1973 oraz Torneio Roberto Gomes Pedrosa w 1970. Ogółem w barwach Flu rozegrał 375 spotkań, w których strzelił 100 bramek. W 1967 krótko występował w SE Palmeiras, z którym zdobył Taça Brasil.
W latach 1974–1977 był zawodnikiem SC Internacional. Z Internacionalem dwukrotnie zdobył mistrzostwo Brazylii w 1975 i 1976 oraz trzykrotnie mistrzostwo stanu Rio Grande do Sul – Campeonato Gaúcho w 1974, 1975, 1976. Ostatnim klubem w karierze Luli był Sport Recife, w którym występował w latach 1977–1980. W Recife 29 stycznia 1978 w przegranym 0-1 meczu z Grêmio Porto Alegre Lula po raz ostatni wystąpił w lidze. Ogółem w latach 1971–1978 w lidze brazylijskiej wystąpił w 128 meczach, w których strzelił 32 bramki. Ze Sportem zdobył mistrzostwo stanu Pernambuco – Campeonato Pernambucano w 1977.

## Kariera reprezentacyjna
W reprezentacji Brazylii zadebiutował 31 lipca 1971 w zremisowanym 2:2 meczu z reprezentacją Argentyny w rozgrywkach Copa Julio Roca 1971. Ostatni raz w reprezentacji Lula wystąpił 6 lutego 1977 w wygranym 2:0 meczu z Millonarios FC. Ogółem w reprezentacji wystąpił w ośmiu meczach (obok tego wystąpił w 5 nieoficjalnych), w których strzelił 2 bramki.
| Mecze i gole w reprezentacji | Mecze i gole w reprezentacji | Mecze i gole w reprezentacji | Mecze i gole w reprezentacji | Mecze i gole w reprezentacji | Mecze i gole w reprezentacji | Mecze i gole w reprezentacji |
| #                            | Data                         | Miasto                       | Przeciwnik                   | Gol                          | Wynik                        | Rozgrywki                    |
| ---------------------------- | ---------------------------- | ---------------------------- | ---------------------------- | ---------------------------- | ---------------------------- | ---------------------------- |
| 1.                           | 31.07.1971                   | Buenos Aires                 | Argentyna                    |                              | 2:2                          | Copa Julio Roca 1971         |
| N1.                          | 21.02.1976                   | Brasília                     | Dystrykt Federalny           |                              | 1:0                          | towarzyski                   |
| 2.                           | 25.02.1976                   | Montevideo                   | Urugwaj                      |                              | 2:1                          | Copa del Atlantico 1976      |
| 3.                           | 27.02.1976                   | Buenos Aires                 | Argentyna                    | Gol                          | 2:1                          | Copa del Atlantico 1976      |
| 4.                           | 28.04.1976                   | Rio de Janeiro               | Urugwaj                      |                              | 1:1                          | Copa del Atlantico 1976      |
| 5.                           | 19.05.1976                   | Rio de Janeiro               | Argentyna                    | Gol                          | 2:0                          | Copa del Atlantico 1976      |
| 6.                           | 23.05.1976                   | Los Angeles                  | Anglia                       |                              | 1:0                          | USA Bicentenary Cup          |
| N2.                          | 28.05.1976                   | Seattle                      | NASL                         |                              | 2:0                          | USA Bicentenary Cup          |
| 7.                           | 31.05.1976                   | New Heaven                   | Włochy                       |                              | 4:1                          | USA Bicentenary Cup          |
| 8.                           | 23.01.1977                   | São Paulo                    | Bułgaria                     |                              | 1:0                          | towarzyski                   |
| N3.                          | 25.01.1977                   | São Paulo                    | São Paulo                    |                              | 2:0                          | towarzyski                   |
| N4.                          | 30.01.1977                   | Rio de Janeiro               | CR Flamengo-Fluminense FC    |                              | 1:1                          | towarzyski                   |
| N5.                          | 06.02.1977                   | Bogotá                       | Millonarios FC               |                              | 2:0                          | towarzyski                   |